# アンリ1世・ド・モンモランシー
アンリ1世・ド・モンモランシー（フランス語：Henri Ier de Montmorency, 1534年6月15日 - 1614年4月2日）は、3代モンモランシー公（在位：1579年 - 1614年）。フランス元帥、フランス軍総司令官、ダンヴィル領主、ラングドック総督（在任：1563年 - 1614年）。

## 生涯
アンリは、初代モンモランシー公アンヌ・ド・モンモランシーとマドレーヌ・ド・サヴォワの息子として、1534年6月15日に生まれた。総督として軍を率いてトゥールーズに入り、1570年に9か月間遠征したが、何も行動を起こさず通り過ぎるプロテスタント軍にカトリックの領地を渡したとしてカピトゥール（市参事）から非難された。カピトゥールらはアンリがトゥールーズの町を裏切り、従兄弟のコリニー提督と同様にプロテスタントと結託していると非難した。アンリはこれに応じて4人のブルジョワを逮捕し、名誉毀損の罪でパリに送った。アンリはまた、トゥールーズ議会にプロテスタントの疑いのある司法長官を置いた。1574年10月にアンリはラングドック下流域のプロテスタントに加わり、トゥールーズ議会によりその職を剥奪され、王に対する共謀の罪で仲間は逮捕された。これらの逮捕のさなか、アンリはフランス王アンリ3世が自分を殺そうとしていると信じ、自国の船長の1人を毒殺の容疑で絞首刑にした。
1579年に兄フランソワが死去すると、アンリはモンモランシー公となった。アンリは政治党と呼ばれる党の指導者としてユグノー戦争に顕著な役割を果たした。1593年、アンリはフランス軍総司令官に任命されたが、アンリ4世は「ラングドック王」というアンリにつけられたあだ名を理由に、アンリをラングドックから遠ざけた。

## 子女
アンリ1世は最初にブイヨン公ロベール4世・ド・ラ・マルクの娘アントワネット・ド・ラ・マルク（1542年 - 1591年）と結婚し、2女をもうけた。
- シャルロット（1571年 - 1636年） - 1591年にアングレーム公シャルル・ド・ヴァロワと結婚[10]
- マルグリット（1577年 - 1660年） - 1593年にヴァンタドゥール公アンヌ・ド・レヴィと結婚[11]

2番目の妃ルイーズ・ド・ビュド（1575年 - 1598年）との間に以下の子女をもうけた。
- シャルロット＝マルグリット（1594年 - 1650年）[12] - コンデ公アンリ2世と結婚
- アンリ2世（1595年 - 1632年）[10] - 4代モンモランシー公